# Nimic nou pe frontul de vest (film din 1930)
Nimic nou pe frontul de vest este un film epic american din 1930 regizat de Lewis Milestone. În rolurile principale joacă actorii Louis Wolheim, Lew Ayres, John Wray, Arnold Lucy și Ben Alexander. A câștigat Premiul Oscar pentru cel mai bun film.
Este bazat pe romanul omonim de Erich Maria Remarque. Povestea este continuată în The Road Back (1937), regia James Whale; cu actorii Noah Beery, Jr. și Richard Cromwell, film bazat pe romanul din 1931 Întoarcerea (Der Weg zurück) de Erich Maria Remarque.

## Prezentare
Filmul urmărește un grup de elevi germani, care sunt puși să se înroleze la începutul primului război mondial de către profesorul lor șovin. Povestea este redată în întregime prin prisma experiențelor tinerilor recruți germani și scoate în evidență tragedia războiului așa cum este percepută de oamenii de rând. În momentul în care sunt numai băieți morți și mutilați peste tot în jurul lor, dispar orice idei preconcepute despre „dușman” și despre „ce este corect și ce este greșit” în acest conflict, lăsându-i furioși și dezorientați. Acest lucru este evidențiat în scena în care Paul (Lew Ayres) rănește mortal un soldat francez și apoi plânge amarnic în timp ce se luptă să scape cu viață deoarece a fost prins într-o groapă cu cadavrul acestuia. Filmul nu este despre eroism, ci despre trudă și inutilitate și despre prăpastia dintre conceptul de război și realitate.

## Actori
- Richard Alexander este Westhus
- Ben Alexander este Franz Kemmerich
- Lew Ayres este Paul Bäumer
- William Bakewell este Albert Kropp
- Edmund Breese este Herr Meyer
- G. Pat Collins este Lt. Bertinck
- Owen Davis, Jr. este Peter
- Russell Gleason este Müller
- Harold Goodwin este Detering
- Scott Kolk este Leer
- Arnold Lucy este Profesor Kantorek
- Beryl Mercer este Dna. Bäumer, mama lui Paul
- Walter E. Rogers este Behn
- Slim Summerville este Tjaden
- Louis Wolheim este Stanislaus Katczinsky
- John Wray este Himmelstoss

## Receptarea filmului
Ministrul nazist al propagandei, Joseph Goebbels, i-a pus gând rău preotului Bernhard Lichtenberg după ce acesta i-a îndemnat pe credincioși într-o predică ținută în Catedrala din Berlin să vizioneze acest film. Poliția secretă Gestapo a percheziționat în 1933 locuința lui Lichtenberg, însă acesta nu s-a lăsat intimidat. În 1941, după începerea războiului, a fost arestat. A murit într-un lagăr de concentrare la 5 noiembrie 1943. Papa Ioan Paul al II-lea l-a beatificat în 1996, cu sărbătoarea pe 5 noiembrie.